# 정신흥분제
정신흥분제(精神興奮劑)는 사람의 정신을 흥분시키는 약이다. ATC 코드로는 N06이다.

## 역사
20세기 초에 들어선 이후 정신흥분제는 바르비튜레이트 과다 복용의 생명의 위협이 되는 새로운 문제를 연구하기 위해 사용되었다.